# Степано-Савченский
Степа́но-Са́вченский — хутор в Милютинском районе Ростовской области России. Входит в состав Маньково-Берёзовского сельского поселения.

## Топоним
Д. Ю. Ильин, Е. Г. Сидорова из Волгоградского государственного университета в научной статье 2020 года привели южнорусский ойконим в перечне топонимов в ойконимическом пространстве России, образованных от имён и фамилий, имён и отчеств: «пос. Лев-Толстовский, пос. Степан Разин, два пос. Степана Разина, ст-ца Степано-Разинская, пос. Александро-Невский, х. Степано-Савченский» (Вестник СПбГУ. Язык и литература. 2020. Т. 17. Вып. 4, С.625).

## География
Стоит на реке Берёзовая и ерике Водяная Музга

## История
3 мая 2016 года по маршруту ст. Милютинская – сл. Маньково-Березовская – х. Степано-Савченский – ст. Селивановская  проведён районный автопробег «Память поколений». Автоколонна преодолела около 50 км  с остановками у мемориалов Славы сл. Маньково-Березовской и х. Степано-Савченский

## Население
| 2010 |
| ---- |
| 409  |

### Национальный и гендерный состав
Согласно результатам переписи 2002 года, в национальной структуре населения
русские составляли 96 % из 494 чел., из них мужчин — 241, женщин — 253.

## Инфраструктура
Личное подсобное хозяйство с зоной сельскохозяйственного использования, индивидуальная застройка усадебного типа.
Проведён водопровод.
Действуют: Степано-Савченская основная общеобразовательная школа, Степано-Савченский детский сад «Колобок», Отделение почтовой связи Степано-Савченский 347137

## Достопримечательности
Скульптура воина-освободителя.

## Транспорт
Автобусное сообщение с райцентром. Остановка общественного транспорта «Степано-Савченский».

## Улицы
| - ул. Вербная, - ул. Зелёный остров, - ул. Луговая 1-я, - ул. Луговая 2-я, - ул. Луговая 3-я, - ул. Молодёжная, - ул. Нагорная, | - ул. Нахаловка, - ул. Поляково-Ивановская, - ул. Промышленная, - ул. Школьная, - пер. Абрикосовый, - пер. Гоголя, - пер. Придорожный. |